# بومن (ویرجینیای غربی)
بومن (به انگلیسی: Bowman) یک منطقهٔ مسکونی در ایالات متحده آمریکا است که در شهرستان بروک، ویرجینیای غربی واقع شده‌است. بومن ۲۰۳٫۰ متر بالاتر از سطح دریا واقع شده‌است.